# روزان بار
روزان شيري بار (بالإنجليزية: Roseanne Barr) (من مواليد 3 نوفمبر 1952) هي ممثلة امريكية، كوميدية، كاتبة، منتجة برامج تلفزيونية، ومديرة وفي عام 2012 رُشحت كرئيسه لحفلة السلام والحرية في كاليفورنيا.
بار بدأت مشوارها المهني في الاندية قبل ان تنال شهرة عن دورها في المسرحية الهزلية الكلاسيكية «روزانا». ونجح العرض واستمر ل 9 مواسم من عام 1988 إلى عام 1997. وفازت بكل من الجائزتين ايمي وجولدن جلوبل اوورد كافضل ممثلة عن دورها في العرض. لعبت بار دور شخصية الطبقة العاملة الكادحة المؤمنة بالله، مثلت هذه الشخصية لمدة ثمان سنوات وأرادت ان تقوم بعرض حقيقي عن الأم القوية التي لم تكن ضحية للأستهلاك الأبوي.
كانت بار الطفلة الكبري بين اربع أطفال في الطبقة العاملة اليهودية سالت ليك وحفيدة المهاجرين من أوروبا وروسيا، كانت أيضا نشطة في كنيسة يسوع المسيح لقديسي الأيام الأخيرة. في عام 1974، تزوجت بيل بينتلاند، وأنجبت منه ثلات أطفال، قبل ان تتطلق في 1990. ثم تزوجت من الممثل الكوميدي توم أرنولد لمدة أربع اعوام. وقد نشأ خلاف عندما غنت النشيد الوطني الأمريكي الذي تم بثه في لعبة البيسبول عام 1990 وتبعه الاستياء منها.
بعد أن انهت مسرحيتها الهزلية، أطلقت برنامجها الحواري روزانا شو الذي تم بثه من 1998م إلى 2000م. في عام 2005م، وعادت إلى استاند أب كوميدي بجولة حول العالم. في عام 2011م، بدأت في برنامج تلفزيوني مرتجل مكسرات روزانا، والذي استمر من يوليو إلى سبتمبر في نفس العام، وكان يتحدث عن حياتها بمزرعة هايوان.
في أوائل عام 2013م، أعلنت بار عن ترشحها في الأنتخابات الرئاسية لحزب الخضر الأمريكي.
بار خسرت الترشيح أمام جيل ستاين، ثم سعت للترشح لرئاسة حزب السلام والحرية التي فازت بها في 4أغسطس عام 2012م.
حصلت بار على 61971 صوت في الانتخابات العامة لتحتل المرتبة السادسة.

## بداية حياتها
ولدت بار في سالت ليك سيتي، من عائلة يهودية من الطبقة العاملة، كانت الاخت الكبري لأربع أطفال لوالدتها هيلن
والد عائلتها كان من المهاجرين اليهود القادمين من روسيا وأجداد والدتها كانوا مهاجرين يهود من أستراليا وهنغاريا وليتوانيا، علي التوالي. أجداد والدها غيروا لقب العائلة من بورسوفسكي إلى بار عندما وصلوا إلى الولايات المتحدة.
تأثرت نشأتها اليهوديه بايمانها بالأرذوثيكسيه اليهودية مثل جدتها، أبقى آباء البر على ديانتهم اليهودية سرا عن جيرانهم وكانت لهم علاقة جزئية بكنيسة يسوع المسيح لقديسي الأيام الأخيرة. وأعلنت أنها في يوم الجمعة، السبت وصباح الأحد كانت يهودية وبعد ظهر يوم الأحد، الثلاثاء والأربعاء كانوا مرمون.
عندما كانت بار في سن الثلاث اعوام أُصيبت بشلل الوجة النصفي في الجانب الايسر من وجهها.
قالت بار: (لذا) أدعت امي انها تصلي في الرهبان من اجلي، لكن لم يحدث شيء. ثم حصلت والدتي علي وعظ المرمون، هو يصلي وأنا شفيت باعجوبة.
بعد عدة سنوات علمت بار أن شلل الوجة النصفي عادة يكون مؤقت والواعظ المرمون جاء بالضبط في الوقت المناسب.
في سن السادسة عشر، تعرضت بار لإصطدام بالسيارة وحدث لهاإصابات بالدماغ. وتغير سلوكها جذريا لانها كانت تتبع نظام محدد لمدة ثمان أشهر في مستشفي ولاية يوتا.
عندما كانت في المؤسسة كان لديها طفل بالتبني.
في عام 1970، عندما كانت بار في عمر الثامنة عشر، إنتقلت وأخبرت والديهاأنها سوف تذهب لزيارة صديق في كولورادو لمدة أسبوعين، ولكنها لم تعود أبدا.

## حياتها المهنية

### ستاند أب كوميدي: 1980 – 1986
عندما كانت في ولاية كولورادو، قامت بعمل ستاند اب في النوادي بدنفر وغيرها من مدن كولوادو.
لقد حاولت في وقت لاحق في كوميدي ستور بلوس انجلوس وقد ظهرت في تونايت شو عام 1985. عام 1986، أدت في برنامج«ليت نايت ويذ دايفيد ليترمان»، وفي العام التالي كان لديها اتش بي او الخاص بها يُدعى عرض روزان شو، والذي بسببه حصلت على جائزة الكوميديا الأمريكية للتسلية عن أكثر عرض مسلي للمرأة.
عُرض على بار دور في بيج باندي بمسلسل متزوج ولدي أطفال ولكنها رفضته.

### المسرحية الهزلية، الافلام، الكتب والبرنامج الحواري 1987 – 2004
المقال الاساسي: روزان
في عام 1987، أراد منتجي عرض كوسبي التنفيذين مارسي كارسي و توم ويرنرأن يقومو بإحضار «عدم اكراميات الكوميديا العائلية» إلى التليفزيون.استأجر منتجي عرض كوسبي الكاتب مات وليامز لكتابة سيناريو لعمال المصانع، ووقعت بار عقد معهم للعب دور روزان كونر.
عُرض لأول مرة يوم 18 أكتوبر 1988 وشاهده 21.4 مليون أسرة، مما جعل هذا الموسم أعلى تصنيف.
غضبت بار عندما شاهدت الحلقة الأولى من مسلسل روزان ولاحظت أن وليامز لعب دور خالق.
صرحت بار لتانر استرنسكي من مجلة انترتينمنت ويكلي «لقد قمنا ببناء العرض حول حياتي الحقيقية وأطفالي».
في نفس المقابلة، قال ويرنر «لا أعتقد ان روزانا تدرك حتى يومنا هذا أنه تم تشريعها من نقابة الكتاب، وأن هذا جزء من كل العروض الذي يجب أن يتعامل معه. انة الحكم الأخير».
سعت بار خلال الموسم الأول إلى مزيد من السيطرة الابداعية خلال العرض ومعارضة سلطة ويليامز. ورفضت بار قول خطوط معينة، وهددت بالانسحاب من العرض إذا لم يغادر ويليام، تركت ABC ويليامز يذهب بعد الحلقة الثالثة عشر.
استمرت روزان لمدة تسع مواسم من عام 1988 إلى 1997. وفازت بجائزة ايمي، جولدن جلوب، وجائزة اختيار أطفال نكلوديون، وثلاث جوائز كوميديا أمريكية عن دورها في العرض.
في آخر موسمين من العرض، حصلت بار علي 40 مليون دولار، مما يجعلها ثاني إمرأة تأخذ أعلى أجر في ذلك الوقت بعد اوبرا وينفري.

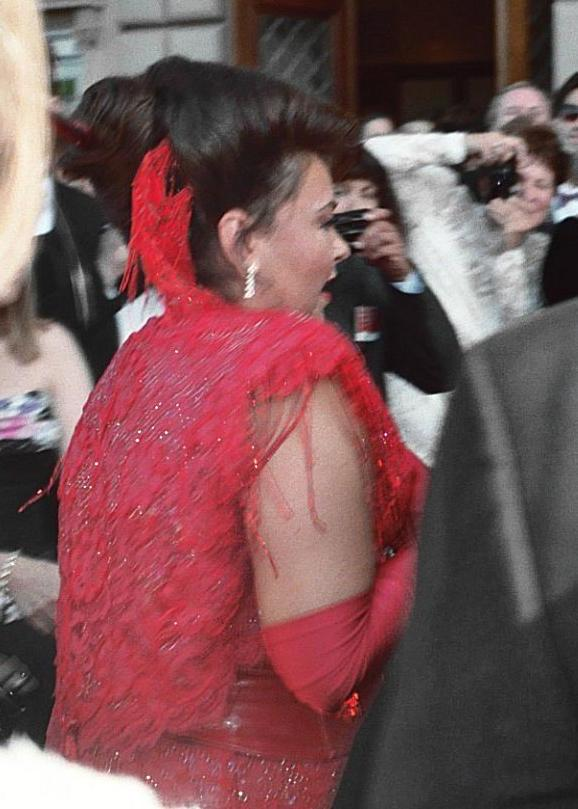
بار وهي في حفلة جائزة ايمي

دعت باربرا هرينيرش بار للتحدث باسم الطبقة العامله التي تمثل «الطبقة السفلى اليائسة من الإناث»، نادلات مطاعم الوجبات السريعة، عمال المصانع وربات البيوت، واعضاء غير مرئيين من الجيش الوردي ذو الياقات، الذين لا يتقاضون اجورا، لكن رفضت بار استخدام مصطلح «الياقات الوردية» لأنه يخفي قضية الطبقة.
خلال الموسم الاخير من روزان، كانت بار في مفاوضات بين كارسي فيرنر للإنتاج والمديرين التنفيذيين ABC للاستمرار في لعب دور روزان كونر في العرض.
و مع ذلك، وبعد مناقشات فشلت مع ABC و CBS و Fox وافقت كارسى فيرنر وبار على أن لا يستمروا في المفاوضات.
منحت بار إيمي شيرمان بالادينو وجوس هيدون على أول وظيفة عمل في روزان. ونشرت سيرتها الذاتية في عام 1989، روزان – حياتي كامرأة. وفي نفس العام، قالت انها قدمت أول فيلم لها she devil ولعبت دور روث. وقدم الناقد السينمائي روجر ايبرت وجهة نظر جيدة قائلا: " جعلت بار الكوميدية سهلة، يمكن التنبؤ بها في أي نقطة في العامين الماضيين. بدلا من ذلك، أخذت فرصتها في مشروع طموح – فيلم حقيقي. فأنه يؤتي ثمارة، في أن بار لديها مجموعة أساسية من الواقعية داخل شخصيتها التلفزيونية، ومجموعة أساسية من المشاعر الإنسانية يمكن تحديدها مثل الغيرة والكبرياء، وأنها توفر أساسا سليما لممثلة كوميدية.
في عام 1991 م، مثلت الطفلة جولي، look whol talking too|look who is talking too وقد رُشحت لجائزة جولدن غلوب عن أسوأ ممثل مساعد. ظهرت تلاث مرات في برنامج Saturday Night Live من 1991 إلى 1994 م، وشاركت في استضافة مع زوجها توم أرنولد 1992 م. وفي عام 1994 م، أطلقت كتابها الثانيmy lives. في ذلك العام نفسه، أصبحت بار أول كوميديانة من النساء تستضيف إم تي في video Music Awards في بلدها. وبقيت فقط لكي تستضيف الكوميدي Chelsea handler في عام 2010 م. في عام 1997 م، قُدمت كضيفة شرف في مسلسل المربية وثالث كوكب بعد الشمس.
في عام 1998 م، صورت wicked witch of the west من إنتاج The Wizarad of Oz في ماديسون سكوير جاردن. في ذلك العام نفسه، إستضافت برنامجها الحواري The Roseanne show، الذي استمر لمدة عامين قبل أن يتم إلغائة عام 2000 م.
في صيف عام 2003 م، أخذت دور مزدوج لإستضافة برنامخ طبخ يسمي Domestic Goddess وبطولة في أحد برامج الواقع يسمي The real Roseanne show عن استضافة برامج الطبخ. علي الرغم من وجود 13 حلقة في الإنتاج، ولكن النهاية كانت مبكرة لكلا المشروعين. في عام 2004 م، قامت بدور ماجي وهي واحدة من الشخصيات الأساسية في فيلم الرسوم المتحركة مزرعة في خطر.

### العودة إلى ستاند أب، الظهور كضيفة شرف في التلفزيون، والراديو 2005-2010 م
في عام 2005 م، عادت إلى متابعة الكوميديا مع جولة حول العالم. في فبراير 2006 م، قدمت بار عرضها المباشر الأول في أوروبا جزء من مهرجان ليستر للكوميديا في ليستر بإنجلترا. العرض أخذ مكان في De Montfort Hall. أطلقت أول أسطوانة أطفال لها بأسم Rockin’ with Roseanne داعية كل الأطفال. عادت روزانا إلى المسرح في إتش بي أو الكوميديا الخاصة روزانا بار Blonde N Bcitchin التي بُثت 4 نوفمبر 2006 م، علي إتش بي أو. في ليلتين سابقين، كانت روزانا عائدة إلى شبكة التلفزيون مع ضيف في هيئة الإذاعة الوطنية’S My Name Is Earl.
في أبريل 2007 م، إستضافت بار الموسم الثالث من The search for the funniest mom im America على قناة Nick at Nite.
في مارس 2008 م، مثلت عمل بعنوان sahara hotel and casino في لاس فيغاس ستريب. من عام 2009 م إلى عام 2010 م إستضافت برنامج أذاعي تحت عنوان سياسيا.
[[ملف:Carney, Steve (January 28, 2009). "Roseanne's raising her voice again, this time on radio". لوس أنجلوس تايمز. Tribune Company. Archived from the original on April 7, 2011. Retrieved February 18, 2011.|تصغير]] في 23 مارس 2009 م، أعلنت بار أنها ستعود مع مسرحية جديدة، حيث أنها سوف تلعب دور الأم الحاكمة مرة أخري. وقالت في وقت لاحق علي موقعها علي الإنترنت أن المشروع قد ألغي. في 15 أبريل 2009 م، أجرت بار ظهور في Bravo’s 2nd Annual A-List Awards في المشاهد الأفتتاحية. لعبت دور Kathy Griffin’s fairy godmother، منحهاأمنية أن تكون في قائمة الممتازين لليلة واحدة فقط. بار تحت عنوان أفتتاح مدينة ترافيرس مهرجان فنون الكوميديا في فبراير 2010 م، وهو مشروع لمهرجان مدينة ترافيرس السينمائي، التي أسسها المخرج مايكل مور. مور طور مهرجان الكوميديا مع الكوميدي جيف جارلين.

### تلفزيون الواقع، الكتاب الثالث، رائد المسرحية الهزلية والسياسة وسنترال الشواء الكوميدي: من 2011 إلى الوقت الحاضر
في عام 2010 م، ظهرت بار في Jordan Brady فيلم وثائقي عن أنا كوميدي (ستاند اب كوميدي).وأصدرت بار كتابها الثالث Roseannearchy برقيات من مزرعة البندق، في يناير 2011 م. ظهرت عام 2011 م، في الإعلان التجاري ل سنيكرز مع الكومديان ريتشارد لويس. وكان الأكثر شعبية، اعتمادا على عدد مستخدمين TiVo ألف مشاهد وأكثر من ذلك. Roseanne’s Nuts، reality show قدمت بار، صديقها جوني الفضي، وابنه جايك، كما أنها تعمل علي macadamia nut ومزرعة الماشية في الجزيرة الكبيرة، وتم بثة في هاواي من قبل تليفزيون الحياة في يوليو 2011، وتم إلغائها في سبتمبر بنفس العام.
في أغسطس 2011 م، أفيد ان بار كانت تعمل علي مسرحية جديدة مع 20th century fox Television بعنوان Downwardly Mobile.
ستيفن جرينر هو أيضا المنتج التنفيذي لبرنامجها الواقعي روزانا نتس، والذي سوف ينتج أيضا المسرحية الهزليه. كما شارك اريك جرين لاند كالمنتج التنفيذي. كتب جرين لاند أيضا في المسرحية الهزلية السابقة لبار. في أكتوبر 2011 م، أختارت هيئة الإذاعة الوطنية العرض. تم تصوير الطيار ولكن في نهاية المطاف أغلي العرض من قبل المشاركة. ذكرت بار أنها أبلغت أن المعرض لم يتم أختياره نظرا لكونه يحمل أسم " too polarizing" من قبل شبكة المديرين التنفيذيين.
في مقابلة مع politicker كشفت بار أن المعرض قد ألغي فقط ليعلن بعد ذلك بثلات ساعات أنها تلقت مكالمة هاتفية تقول أنهيئة الإذاعة الوطنية لم تتخلي عن المشروع تماما. العرض يمكن ان ينتهي كبديل ل ان بي سي ماديسون وتأمل بار انها تعطي الفرصة لإعادة تنظيم هذا المعرض. وقدمت بار “roasted” من قبل المركز الكوميدي في أغسطس 2012 م. بعد أن ذكر أنة لن يلعب دور في المسلسل، ظهر زوج بار السابق توم أرنولد ظهر في roasted.
في صيف 2014 م، أنضمت بار إلى كينين وراسل كحاكمة في last comic standing على هيئة الإذاعة الوطنية.

### الحياة الشخصية
في عام 1970، عندما كانت تبلغ من العمر 17 عامًا، أنجبت بار طفلاً يسمى براندى آن براون، الذي وضعته للتبنى؛ ثم تم جمع شملهم فيما بعد. تزوجت بار من بيل بينتلاند في 4 فبراير 1974، من موظف استقبال التقت به أثناء وجودها في كلورادو. وأنجبا ثلاثة أطفال: جيسيكا وجينيفر وجاك. وتم الطلاق بين بار وبينتلاند في 16 يناير 1990.
وبعد أربعة أيام، تزوجت بار من زميلها الكوميدي توم أرنولد في 20 يناير 1990، وأصبحت تدعى باسم روزان أرنولد خلال فترة زواجهما، وكانت بار قد التقت بأرنولد في منيابولس في عام 1983. وفي عام 1988، استعانت بار بأرنولد ككاتب في مسرحيتها الكوميدية.

## روابط خارجية
- روزان بار على موقع IMDb (الإنجليزية)
- روزان بار على موقع الموسوعة البريطانية (الإنجليزية)
- روزان بار على موقع ألو سيني (الفرنسية)
- روزان بار على موقع ميوزك برينز (الإنجليزية)
- روزان بار على موقع أول موفي (الإنجليزية)
- روزان بار على موقع قاعدة بيانات الأفلام السويدية (السويدية)
- روزان بار على موقع إن إن دي بي (الإنجليزية)
- روزان بار على موقع قاعدة بيانات الفيلم (الإنجليزية)
- روزان بار على موقع كينوبويسك (الروسية)